# Lísies (sofista)
Lísies (en llatí Lysias, en grec antic Λυσίας) fou un sofista grec que va viure segurament al segle IV aC.
Se suposa que va ser l'autor d'una obra titulada ἐρωτικά (Eròtica) sovint atribuïda a l'orador Lísies. Probablement és el mateix sofista que menciona Demòstenes.